# Phlogotettix nigriveinus
Phlogotettix nigriveinus – gatunek pluskwiaka z rodziny bezrąbkowatych i podrodziny Deltocephalinae.
Gatunek ten opisany został w 2003 roku przez Zi-Zhong Li i Ren-Huan Dai, którzy jako miejsce typowe wskazali Kaohsiung.
Samce tego piewika osiągają od 4,8 do 5 mm, a samice od 5,2 do 5,5 mm długości. Z przodu szeroko zaokrąglone ciemię jest jasnobrązowe z kilkoma czarnymi, nieregularnie rozmieszczonymi kropkami. Na szarobrązowej twarzy obecne jasnobrązowe pasy poprzeczne. Przedplecze i tarczka jasnobrązowe z szarobrązowymi kropkami. Żółtoochrowe przednie skrzydła są przejrzyste i mają czarne użyłkowanie. Płytka subgenitalna samców jest ku tyłowi ostrzowato zwężona, a ich edeagus na wierzchołku rozgałęziony. Siódme sternum samic ma falisty tylny brzeg i większą niż szóste długość.
Pluskwiak znany tylko z Tajwanu.